# Grand Marais (Minnesota)
Pour les articles homonymes, voir Grand Marais.
La ville de Grand Marais est le siège du comté de Cook, dans le Minnesota, aux États-Unis. Lors du recensement de 2010, sa population s’élevait à 1 351 habitants.
Elle est située sur la rive Nord du lac Supérieur.

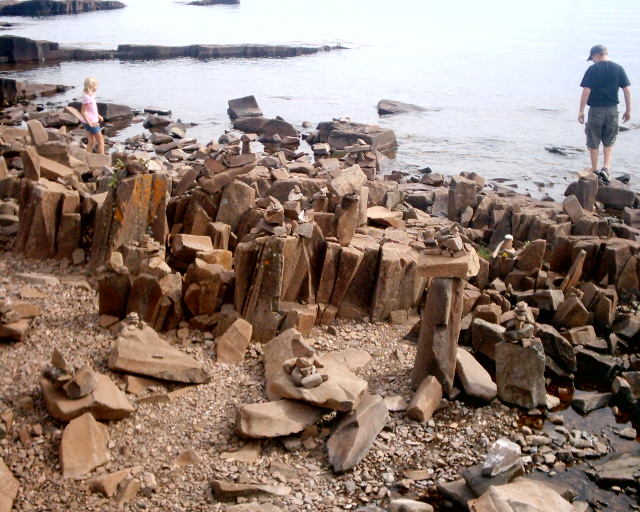
Roches du port de Grand Marais

## Source
- (en) Cet article est partiellement ou en totalité issu de l’article de Wikipédia en anglais intitulé « Grand Marais, Minnesota » (voir la liste des auteurs).